# Cayres
Cayres är en kommun i departementet Haute-Loire i regionen Auvergne-Rhône-Alpes i centrala Frankrike. Kommunen ligger i kantonen Cayres som tillhör arrondissementet Le Puy-en-Velay. År 2022 hade Cayres 687 invånare.

## Befolkningsutveckling
Antalet invånare i kommunen Cayres
| Referens: INSEE |